# Nučický potok
Nučický potok nazývaný též Vlkančický potok je pravostranný přítok řeky Sázavy ve Středočeském kraji. Délka jeho toku činí 16,3 km. Plocha povodí měří 53,9 km².

## Průběh toku
Pramení severně od Olešky v okrese Praha-východ v nadmořské výšce okolo 385 m. Nejprve teče jihozápadním směrem k Nučicím, u nichž jeho tok posilují z pravé strany potoky Prusický a Konojedský. Od Nučic směřuje převážně na jih k Vlkančicím, u kterých se obrací opět na jihozápad. Tento směr si ponechává až ke svému ústí do Sázavy, do které se vlévá na jejím 48,6 říčním kilometru v nadmořské výšce 286 m.

### Větší přítoky
- Prusický potok je pravostranný přítok, jehož délka činí 2,7 km.[3] Do Nučického potoka se vlévá na jeho 12,5 říčním kilometru.[3]
- Konojedský potok je pravostranný přítok, jehož délka činí 2,2 km.[3] Do Nučického potoka se vlévá na jeho 11,8 říčním kilometru.[3]
- Komorecký potok je levostranný přítok, jehož délka činí 2,8 km.[4] Do Nučického potoka se vlévá na jeho 9,8 říčním kilometru.[4]
- Moštický potok (hčp 1-09-03-103) je levostranný přítok s plochou povodí 13,0 km².[2] Délka toku činí 5,2 km.[5] Do Nučického potoka se vlévá na jeho 6,1 říčním kilometru.[5]

## Vodní režim
Průměrný průtok u ústí činí 0,18 m³/s.
M-denní průtoky u ústí:
| M [dní]  | Q30  | Q60  | Q90  | Q120 | Q150 | Q180 | Q210 | Q240 | Q270 | Q300 | Q330 | Q355 | Q364 |
| -------- | ---- | ---- | ---- | ---- | ---- | ---- | ---- | ---- | ---- | ---- | ---- | ---- | ---- |
| Q [m³/s] | 0,41 | 0,29 | 0,22 | 0,18 | 0,15 | 0,13 | 0,11 | 0,09 | 0,07 | 0,06 | 0,04 | 0,03 | 0,01 |